# 유럽 고속도로 603호선
유럽 고속도로 603호선(European route E603)은 프랑스의 생트에서 출발하여 앙굴렘을 거쳐 리모주까지 이어주는 총 연장이 172 km인 유럽 고속도로 노선망으로, 해당 도로는 B클래스급 간선도로이다.

## 주요 경유지
- 프랑스
  - 생트 : 유럽 고속도로 602호선
  - 앙굴렘 : 유럽 고속도로 606호선
  - 리모주 : 유럽 고속도로 09호선